# کومون بوستون

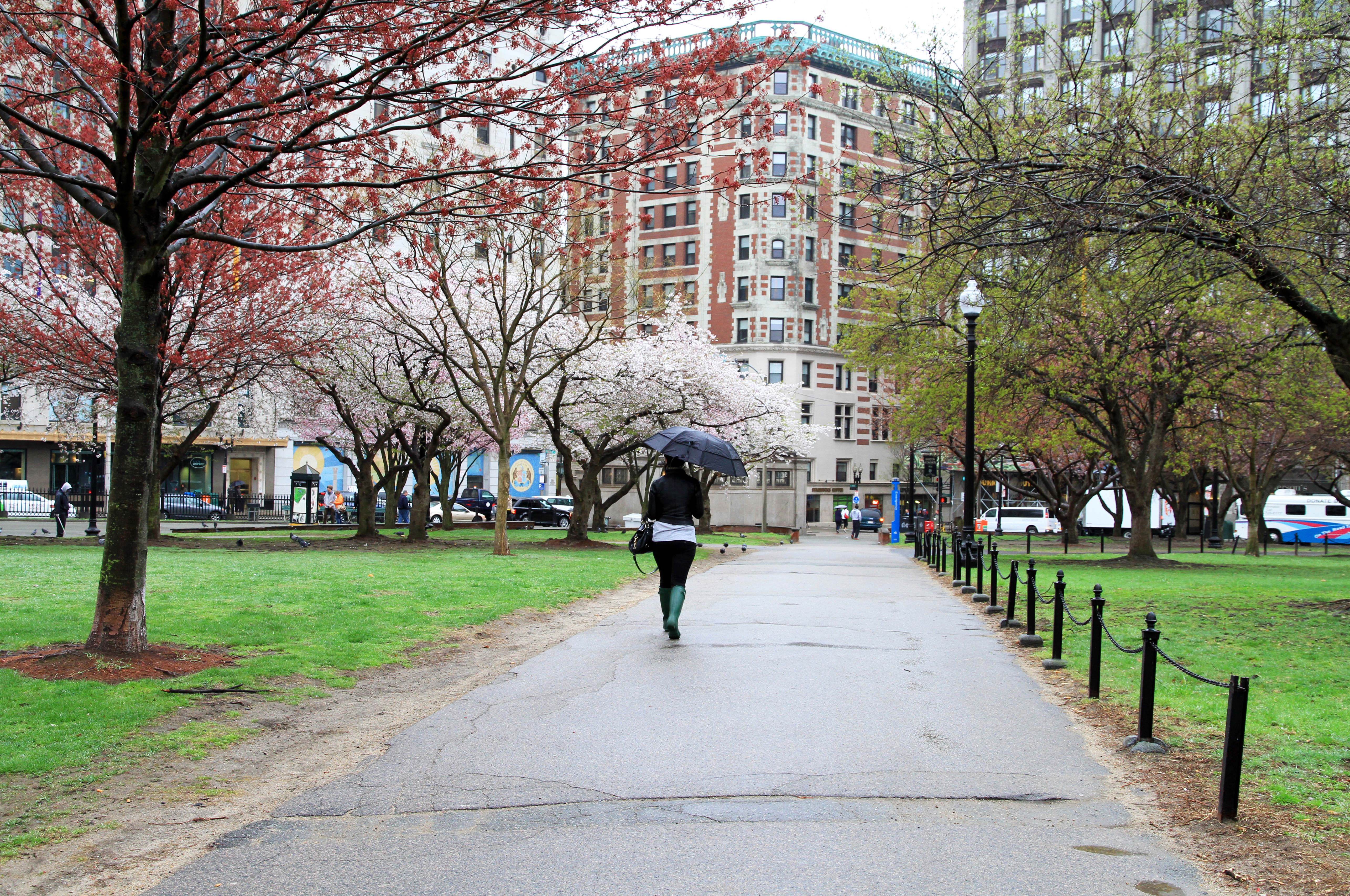
پارک کومون بوستون

کومون بوستون (به انگلیسی: Boston Common) یا د کومون (به انگلیسی: The Common) پارکی در مرکز شهر بوستون، در ایالت ماساچوست، ایالات متحده است. این پارک لقب قدیمی‌ترین پارک عمومی ایالات متحده را به خود گرفته‌است. تاریخ تأسیس آن به ۱۶۳۴ میلادی برمی‌گردد. وسعت پارک در حدود ۵۰ جریب است. این پارک در سال ۱۹۸۹ به عنوان اثر تاریخی ملی انتخاب شده‌است. 

## تاریخچه
کومون استفاده‌های گوناگونی در طول تاریخ داشته‌است. تا سال ۱۸۳۰، محل برای نگهداری احشام بوده‌است و تا سال ۱۸۱۷ محلی برای اعدام در انظار عمومی بوده‌است. نیروهای بریتانیایی تا پیش از جنگ انقلاب آمریکا در کومون بوستون قرار داشتند و از آنجا در آوریل ۱۸۷۵ به لکسینگتون و کونکورد برای مبارزه با نیروهای مستعمرات سیزده‌گانه رفتند.

## استفادهٔ کنونی
در حال حاضر پارک محلی برای اجتماعات و همچنین تفریحگاهی برای افراد ساکن بوستون است.

## وقایع مهم
افراد مانند مارتین لوتر کینگ، پاپ ژان پل دوم و گلوریا استینم در این پارک به سخنرانی پرادخته‌اند.